# Terebratula
Terebratula és un gènere de braquiòpodes.

## Particularitats
Els fòssils més antics d'aquest gènere són del Devonià. La seva distribució és mundial.